# Oberonia punctata
Oberonia punctata är en orkidéart som beskrevs av Johannes Jacobus Smith. Oberonia punctata ingår i släktet Oberonia och familjen orkidéer. Inga underarter finns listade i Catalogue of Life.